# Dzhindyrly
Dzhindyrly (azerbajdzjanska: Abadkənd) är en ort i Azerbajdzjan.   Den ligger i distriktet Saljan, i den sydöstra delen av landet, 100 km sydväst om huvudstaden Baku. Antalet invånare är 2 680.
Terrängen runt Dzhindyrly är mycket platt. Närmaste större samhälle är Salyan, 17,3 km söder om Dzhindyrly.
Trakten runt Dzhindyrly består till största delen av jordbruksmark. Runt Dzhindyrly är det ganska tätbefolkat, med 52 invånare per kvadratkilometer.